# Dyersburg
Dyersburg is een plaats (city) in de Amerikaanse staat Tennessee, en valt bestuurlijk gezien onder Dyer County.

## Demografie
Bij de volkstelling in 2000 werd het aantal inwoners vastgesteld op 17.452.
In 2006 is het aantal inwoners door het United States Census Bureau geschat op 17.401, een daling van 51 (-0.3%).

## Geografie
Volgens het United States Census Bureau beslaat de plaats een oppervlakte van
39,2 km², waarvan 39,0 km² land en 0,2 km² water. Dyersburg ligt op ongeveer 80 m boven zeeniveau.

## Plaatsen in de nabije omgeving
De onderstaande figuur toont nabijgelegen plaatsen in een straal van 28 km rond Dyersburg.

## Geboren
- Walter Fuller (1910-2003), jazz-trompettist en zanger